# アメリカ連合国陸軍長官
アメリカ連合国陸軍長官（あめりかれんごうこくりくぐんちょうかん、Confederate States Secretary of War）は、アメリカ連合国陸軍省の長である。アメリカ連合国大統領が指名し、連合国議会の承認によって任命される。
アメリカ連合国が建国した1861年から消滅した1865年まで、陸軍長官には5人が就任した。

## 歴代陸軍長官
| # | 氏名                                   | 在任期間       | 在任期間       | 大統領                     |
| - | -------------------------------------- | -------------- | -------------- | -------------------------- |
| 1 | リロイ・ポウプ・ウォーカー             | 1861年2月25日  | 1861年9月16日  | ジェファーソン・デイヴィス |
| 2 | ジュダ・ベンジャミン                   | 1861年9月17日  | 1862年3月24日  | ジェファーソン・デイヴィス |
| 3 | ジョージ・ランドルフ                   | 1862年3月24日  | 1862年11月15日 | ジェファーソン・デイヴィス |
|   | グスタヴス・ウッドソン・スミス（代行） | 1862年11月17日 | 1862年11月20日 | ジェファーソン・デイヴィス |
| 4 | ジェイムズ・セドン                     | 1862年11月21日 | 1865年2月5日   | ジェファーソン・デイヴィス |
| 5 | ジョン・ブレッキンリッジ               | 1865年2月6日   | 1865年5月10日  | ジェファーソン・デイヴィス |